# Lars Brising

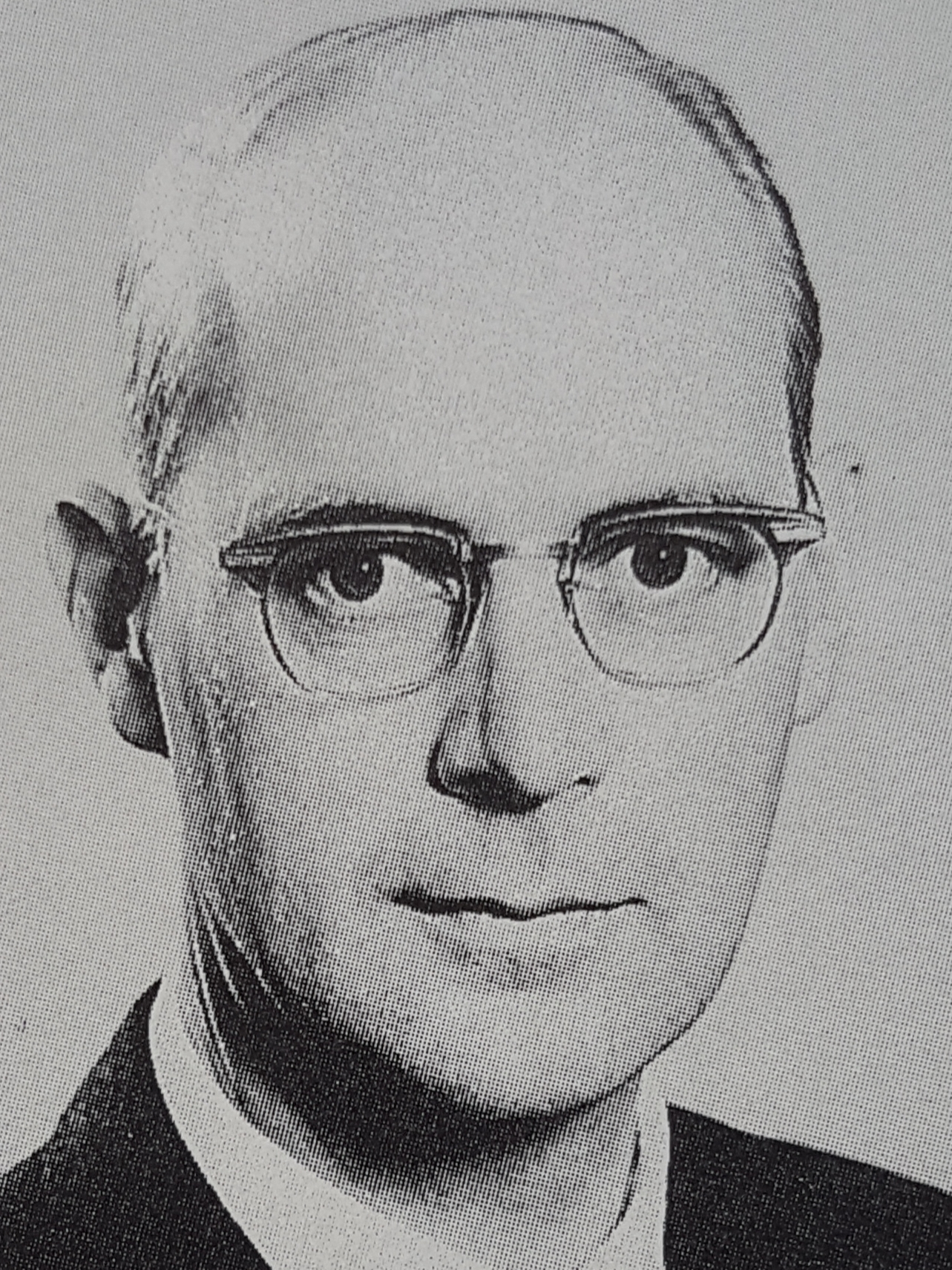
Lars Brising

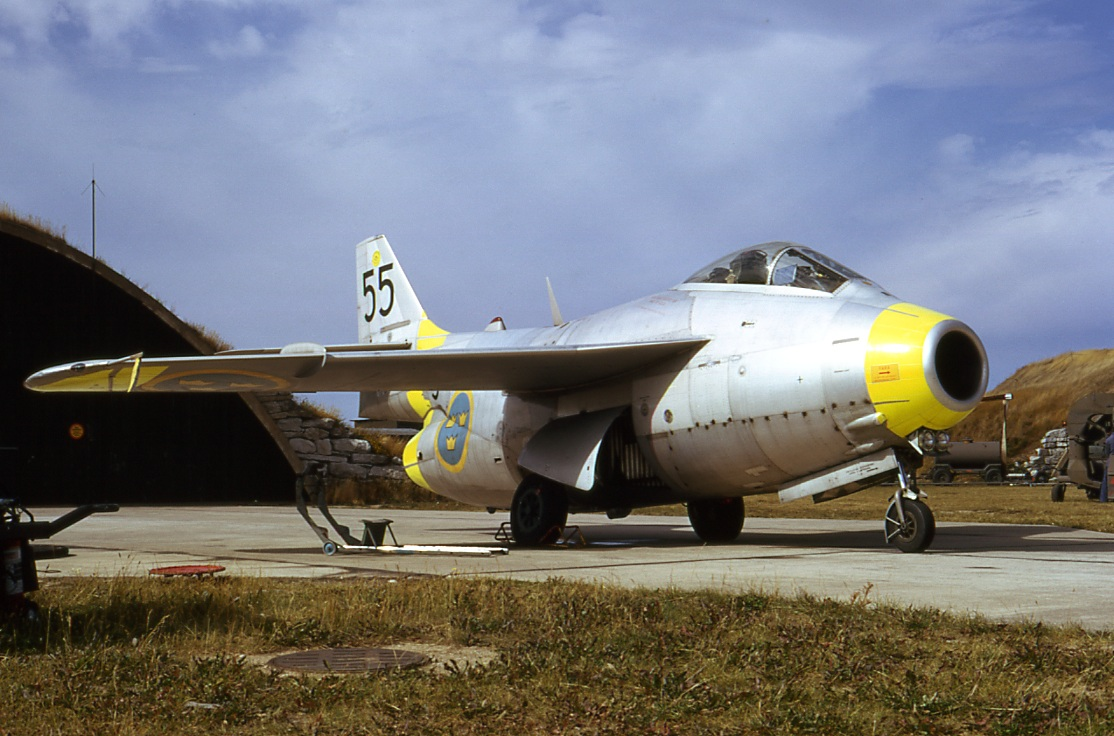
Saab 29 Tunnan

Lars Harald Brising (geboren am 18. Mai 1915 in Stockholm; gestorben am 4. Juni 1995 ebenda) war ein schwedischer Luftfahrtingenieur.

## Leben
Brising ist bekannt als Chefkonstrukteur des Flugzeugtyps Saab 29 Tunnan, der 1948 zum ersten Mal geflogen ist. Er wurde 1967 Generalmajor und Leiter des Flygförvaltningen (Amt der Königlichen Luftwaffe für Rüstung und Wehrtechnik).
Lars Brising war der Sohn des Kunstwissenschaftlers Harald Brising. Er absolvierte 1936 eine Flugausbildung bei der schwedischen Luftwaffe und 1938 die Königliche Technische Hochschule (KTH), Stockholm. Er arbeitete 1938–1939 bei Flygförvaltningen und wurde dann 1939 Konstrukteur in der Luftfahrtabteilung von Götaverken. 1940 war er bei Valtion lentokonetehdas in Finnland tätig. Brising war anschließend 1940–1941 Flugtestmanager bei Saab sowie 1941–1943 Abteilungsleiter im Konstruktionsbüro der Flygförvaltningen.
Er wurde 1943 technischer Leiter der Flugtestabteilung von Saab AB, 1945 Projektingenieur und 1946 Bauleiter für Strahlflugzeuge. Schließlich wurde er im Jahr 1949 Chefingenieur für Design, dann 1952 Leiter der Luftfahrtabteilung und Direktor im Jahr 1954.
Er wurde Generalmajor bei Flygförvaltningen im Jahr 1965 und war dessen Leiter 1967–1968. Dadurch gehörte er auch dem Verwaltungsrat der schwedischen Streitkräfte an.
Brising war von 1968 bis 1975 CEO von Svenska Utvecklings AB, einem staatlichen Technologie- und Geschäftsentwicklungsunternehmen.

## Ehrungen
- 1956: Mitglied der Schwedischen Königlichen Akademie der Ingenieurwissenschaften
- 1964: Mitglied der Königlich Schwedischen Akademie der Kriegswissenschaften
- 1974: Ehrendoktor der Technologie an der KTH